# 72nd Street (linea IRT Broadway-Seventh Avenue)
72nd Street è una stazione della metropolitana di New York situata sulla linea IRT Broadway-Seventh Avenue. Nel 2019 è stata utilizzata da 12 379 560 passeggeri. È servita sempre dalle linee 1, 2 e 3, attive 24 ore su 24.

## Storia
La stazione 72nd Street è stata aperta il 27 ottobre 1904, come parte della prima metropolitana che andava da Brooklyn Bridge a 145th Street. La configurazione originale della stazione era inadeguata per gli standard dell'IRT. Aveva un solo ingresso (l'head house situata tra 71st Street e 72nd Street, ora inserita nel National Register of Historic Places) e le piattaforme e le scale erano insolitamente strette. Non vi erano inoltre collegamenti tra le piattaforme, infatti l'head house aveva i tornelli separati.
Nel corso del 1950 la New York City Transit Authority ha considerato di convertire la stazione in una stazione locale. Ciò avrebbe coinciso con la trasformazione della stazione 59th Street-Columbus Circle, che è un importante punto di trasferimento con la linea IND Eighth Avenue, in una stazione espressa.

### Ristrutturazione
Una ristrutturazione sostanziale della stazione è stata completata il 29 ottobre 2002 e ha comportato la creazione di una nuova head house, che sorge tra 72nd Street e 73rd Street, e la creazione di piattaforme più ampie. 
Questa casa di controllo ha due scale e un ascensore che portano ad ogni piattaforma, che sono collegati alla zona dei tornelli che costituisce da entrata/uscita su 72nd Street o 73rd Street. Avendo ascensori questa stazione è accessibile alle persone con disabilità. Questa head house possiede un'opera chiamata Laced Canopy, di Robert Hickman. Si compone di un mosaico sul lucernario centrale e se guardato nel modo giusto, i nodi all'interno dell'opera costituiscono una notazione di un estratto del Rigoletto di Verdi.
L'head house originale è stata rinnovata e ora ha un totale di cinque scale, due che conducono alla piattaforma in direzione sud, e tre alla piattaforma in direzione nord. Queste scale sono tra loro collegate e portano, sul lato nord a dei tornelli incustoditi che fungono da entrata/uscita su 72nd Street, sul lato sud a tre tornelli che fungono da entrata/uscita su 71st Street. Questa head house ha pilastri in ferro battuto (che sono caratteristici delle stazioni della metropolitana originale) e travi decorate.

## Strutture e impianti
72nd Street ha due piattaforme a isola e quattro binari. I treni delle linee 1 e 3 usano rispettivamente i binari locali ed espressi in ogni momento. I treni della linea 2 utilizzano invece sempre i binari espressi tranne a tarda notte quando usano i binari locali.

## Galleria d'immagini

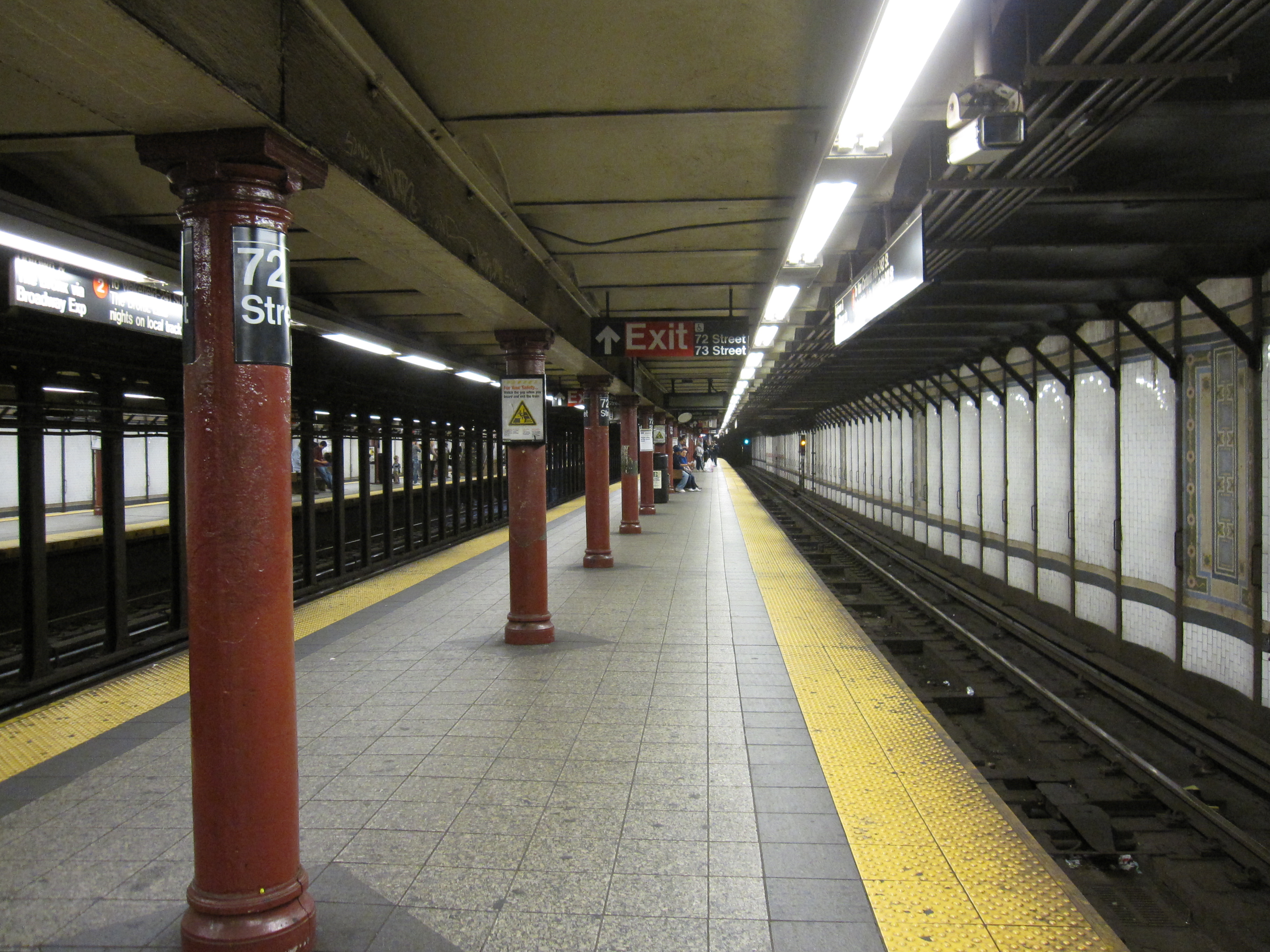
Piattaforma a isola
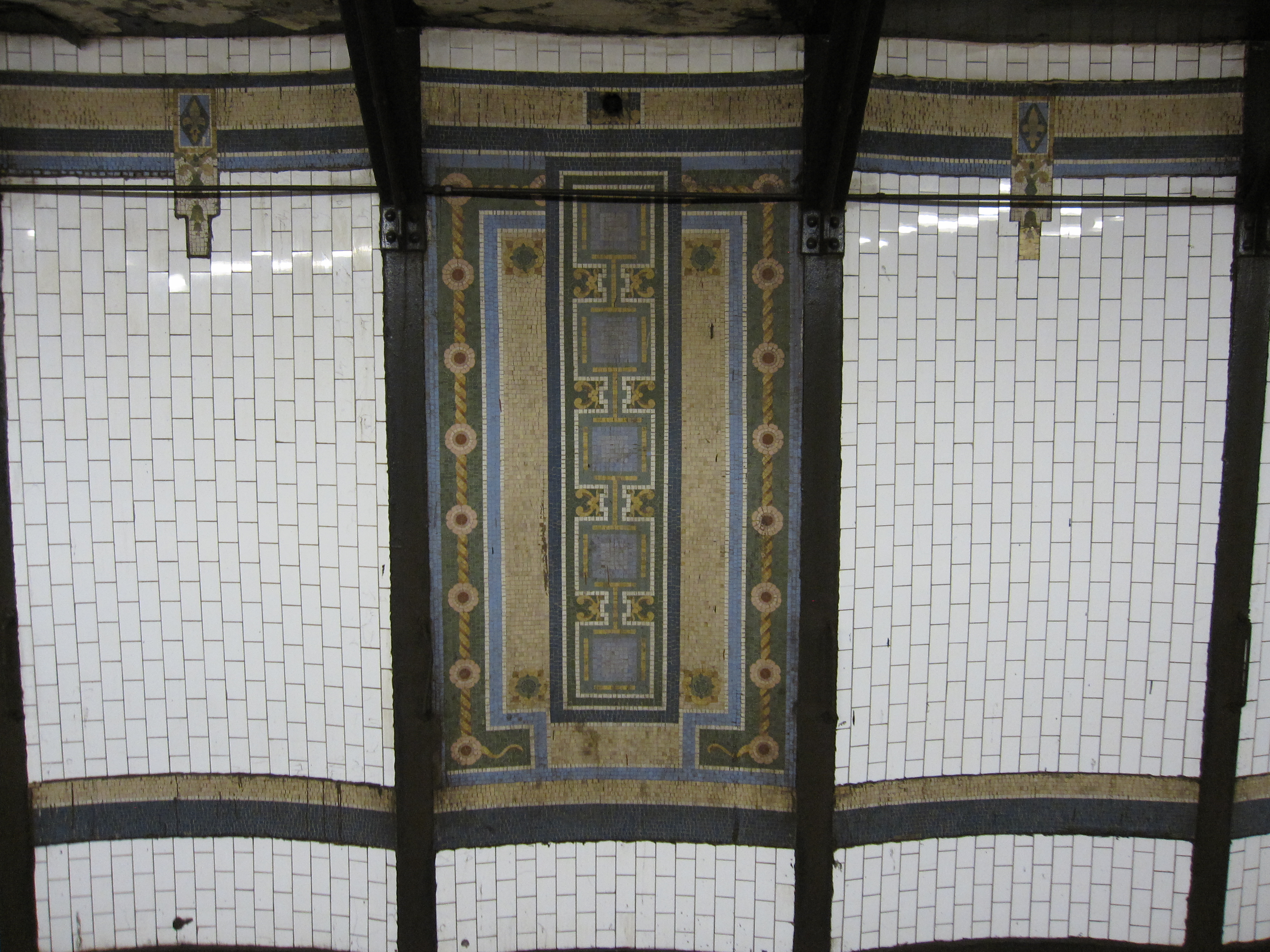
Mosaici
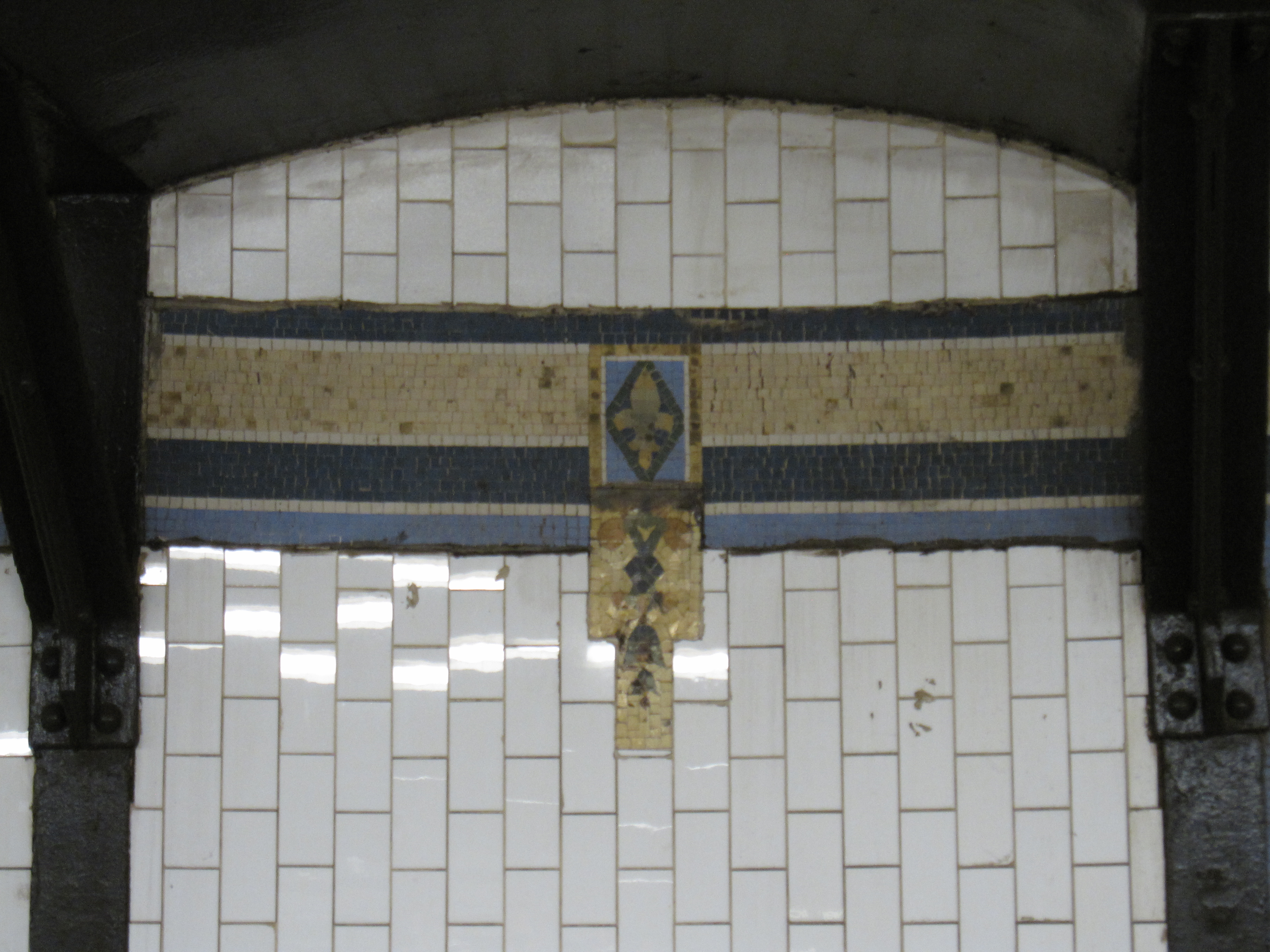
Dettaglio del muro decorato con fleur-de-lis
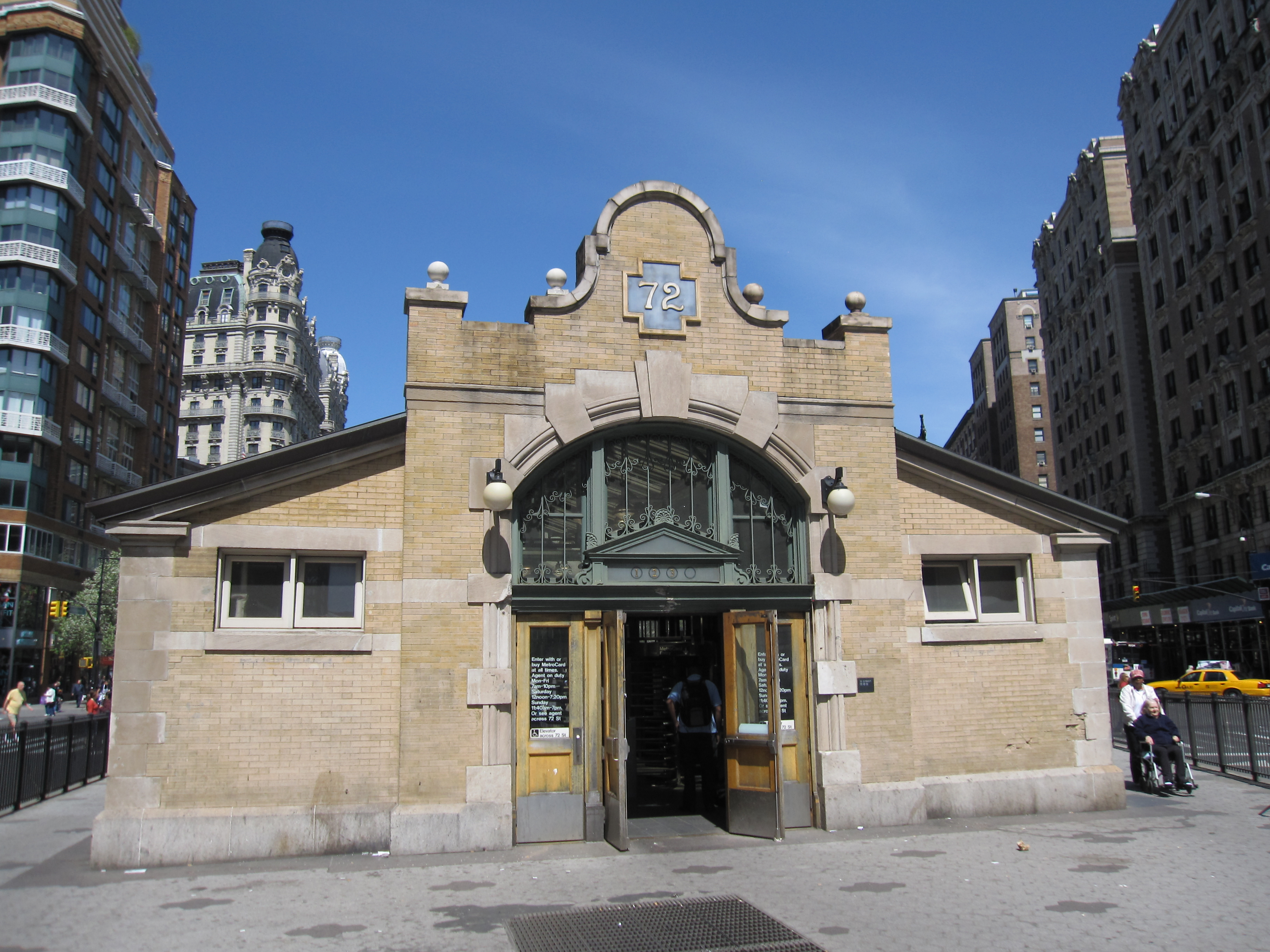
Vecchia head house
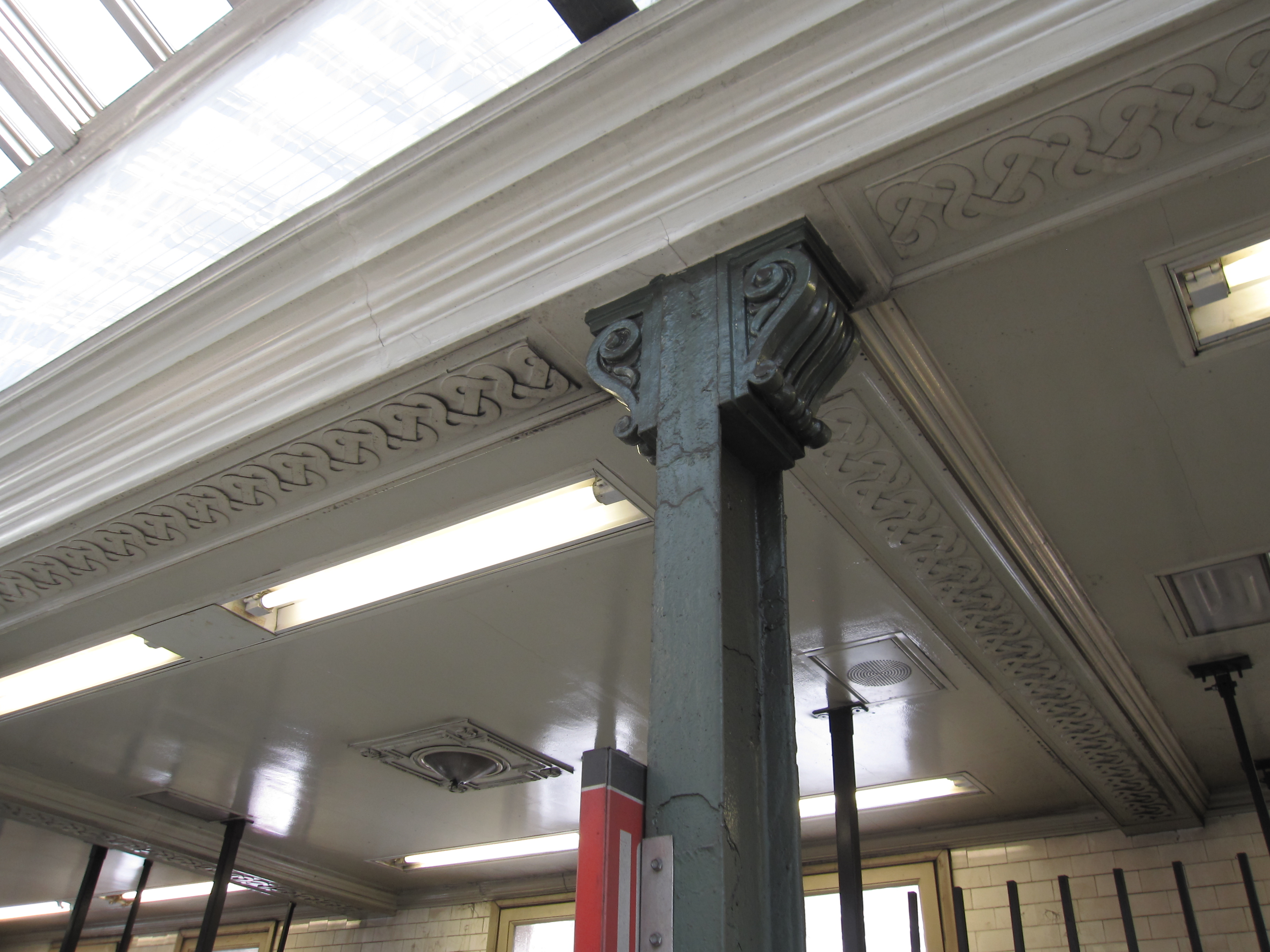
Particolare del soffitto decorato con vecchie luci, e pilastri in ferro nella vecchia head house
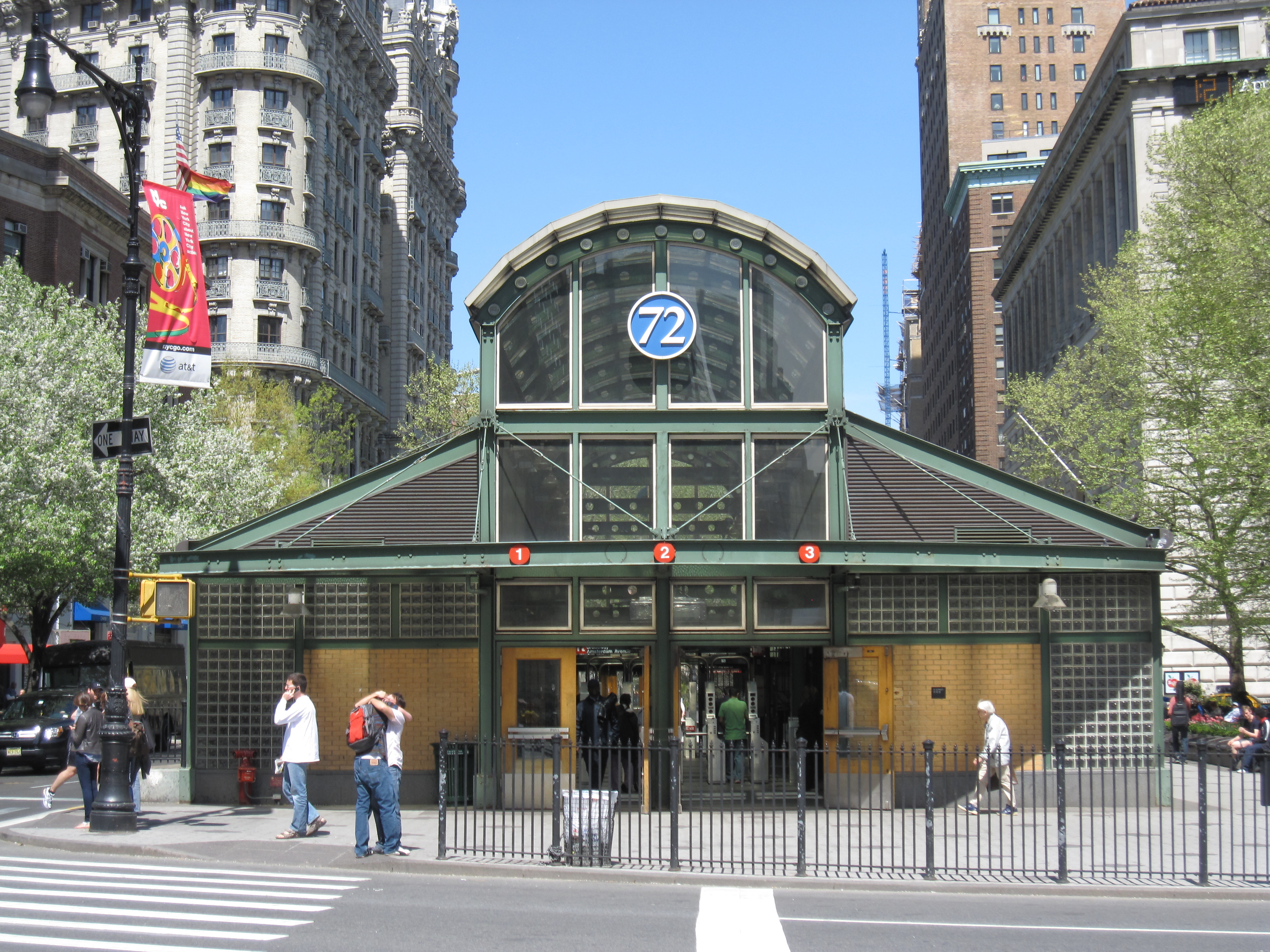
Nuova head house